# Шмідмюлен
Шмідмюлен (нім. Schmidmühlen) — громада в Німеччині, розташована в землі Баварія. Підпорядковується адміністративному округу Верхній Пфальц. Входить до складу району Амберг-Зульцбах.
Площа — 25,33 км2. Населення становить 2332 ос. (станом на 31 грудня 2020).